# Polyprion

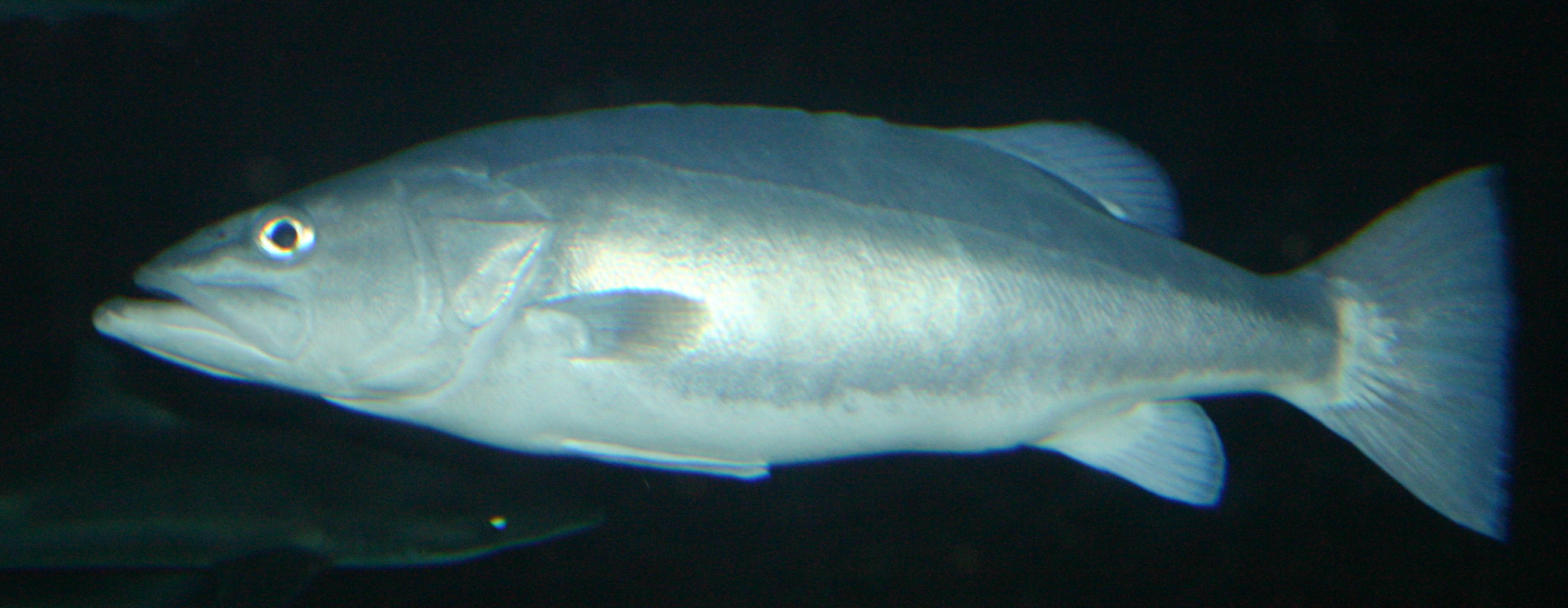
Polyprion oxygeneios.

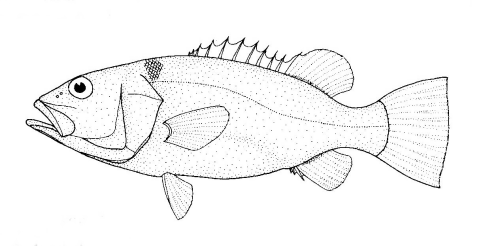
Polyprion moeone.

Polyprion (del griego πολύς polýs, "mucho", "numeroso" y πρίων príōn, "sierra", en alusión a las prominentes aletas espinosas) es el género tipo de la familia de los polipriónidos (Polyprionidae), peces actinopterigios del orden de los perciformes (Perciformes).

## Características
- Son peces de considerable tamaño, con la cabeza gruesa y maciza y un opérculo dotado de dos espinas redondeadas.
- Una sola aleta dorsal, con de 9 a 12 espinas y de 11 a 13 radios blandos; una aleta anal con 3 espinas e de 7 a 10 radios blandos; aletas pélviacas con una espina y 5 radios blandos; aleta caudal truncada o redondeada.
- Viven en fondos oceánicos, donde se resguardan en el interior de cuevas.

## Clasificación
El género comprende las cuatro especies siguientes:
- Género Polyprion (Oken, 1817)
  - Polyprion americanus (Bloch e Schneider, 1801)
  - Polyprion moeone (Phillipps, 1927)
  - Polyprion oxygeneios (Schneider e Forster en Bloch y Schneider, 1801)
  - Polyprion yanezi (de Buen, 1959)